# Sagrestia di Santo Spirito

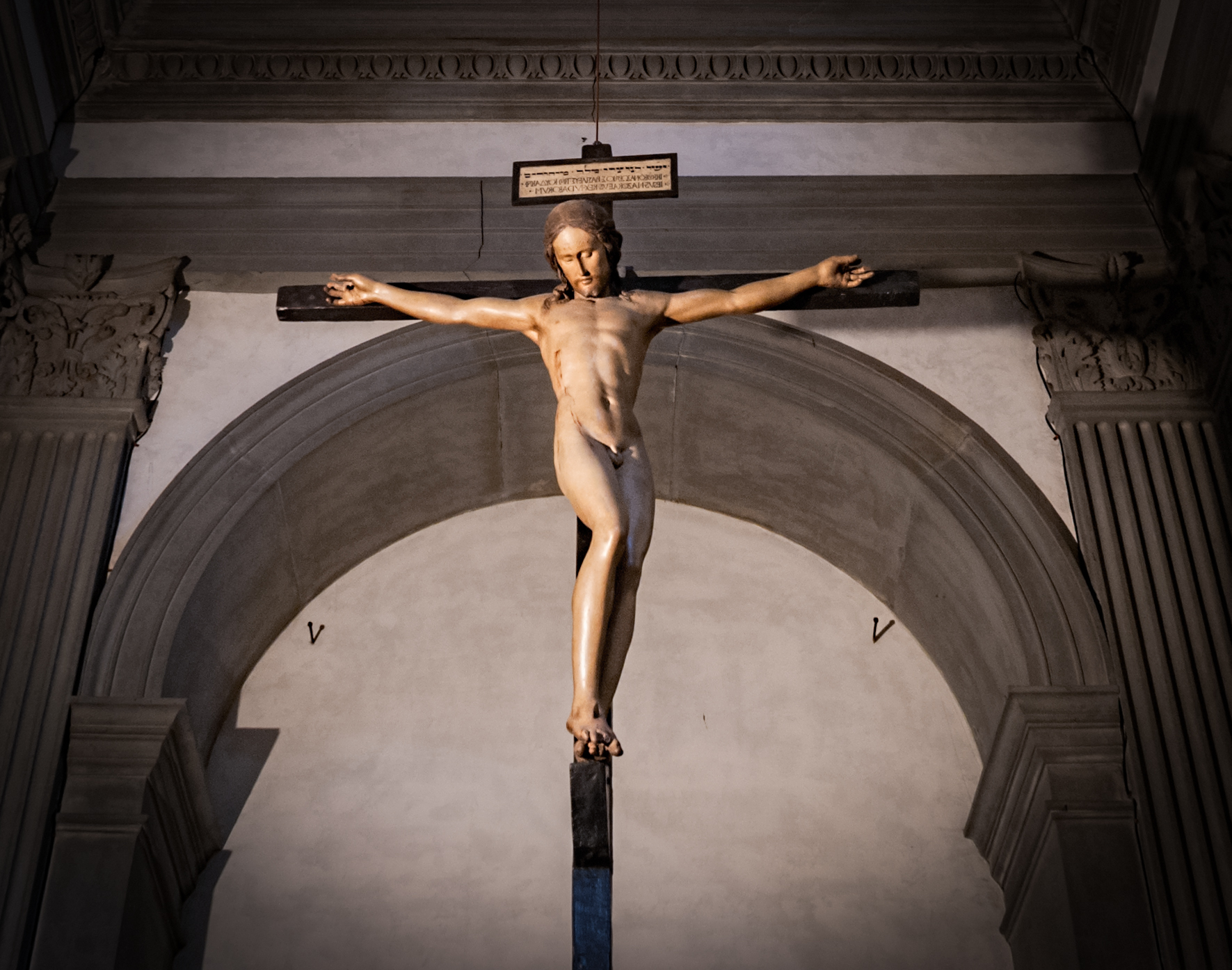
Michelangelo, Crocifisso

La Sagrestia della basilica di Santo Spirito a Firenze è un piccolo gioiello dell'epoca rinascimentale.

## Storia
La costruzione della Sagrestia fu iniziata da Giuliano da Sangallo il 3 dicembre 1489 e fu portata a compimento da Simone del Pollaiolo ai primi di settembre del 1492. La copertura a cupola venne disegnata da Antonio del Pollaiolo e Salvi d'Andrea e realizzata tra il 1495 e il 1496. 

## Architettura

### Il vestibolo
È preceduta da un vestibolo rettangolare ispirato al Pantheon di Roma. La volta a botte, decorata da ricchissimi lacunari con figure e scene mitologiche nei fondi, è sostenuta da dodici colonne corinzie in pietra serena delle cave di Fiesole. Alcuni degli eleganti capitelli sono attribuiti alla mano di Andrea Sansovino.
Il portale è decorato da un affresco raffigurante Sant'Agostino che lava i piedi a un povero di Ulisse Giocchi. 

### La sagrestia
La sagrestia è a pianta ottagonale, con paraste corinzie scanalate in pietra serena. Nel tamburo si aprono finestre rettangolari con frontoni triangolari; nelle lunette si trovano finestre circolari. La sagrestia è sormontata da una cupola a costoloni con lanterna.
Al centro è appeso il Crocifisso giovanile di Michelangelo ricollocato in questo ambiente nell'anno 2000.
Sull'altare di fronte all'ingresso si trova la tela di Alessandro Allori raffigurante San Fiacre che guarisce gli infermi, eseguito nel 1596 su commissione della granduchessa Cristina di Lorena, particolarmente devota del santo irlandese, molto venerato in Francia ma quasi sconosciuto in Italia. La tela mostra un riuscito connubio tra delicatezze e finezze chiaroscurali e cromatiche, un perfezionismo tecnico e stilistico da vero erede di Bronzino, l'idealismo michelangiolesco ed aperture al naturalismo e alla realtà di alcuni dettagli.
Nella lunetta sopra il portale si trova un affresco con la Visione di sant'Agostino in riva al mare, sempre di Ulisse Giochi. A sinistra del portale si trovano due sculture: un Crocifisso della scuola dei da Sangallo. 
Nella sagrestia si trova anche l'Incoronazione della Vergine, attribuita a Giovanni Maria Butteri.